# Saint-Christophe-de-Chaulieu

Saint-Christophe-de-Chaulieu este o comună în departamentul Orne, Franța. În 1 ianuarie 2022 avea o populație de 88 de locuitori.